# Юрга 2-я
Юрга 2-я — посёлок железнодорожной станции Юрга 2-я в Юргинском районе Кемеровской области. Административный центр Юргинского сельского поселения. Население — 2,9 тыс. чел. (2010).

## География
Находится по обоим берегам р. Юргинка (левый приток р. Томь). Северная часть посёлка (ул. Новая) примыкает к д. Сарсаз. Расположен в 16 км к западу от г. Юрга.

## История
В 1913 году началось возведение железнодорожной ветки Юрга — Кольчугино (современный г. Ленинск-Кузнецкий), на которой появилась станция Юрга-Кольчугинская (вероятно, сначала это был разъезд). При станции в 1914 год возник поселок Черёмушка (название, вероятно, от ручья Черёмушка).
1926 год посёлок железнодорожной станции встретил крепким селением, состоящим из 64 хозяйств с 299 жителями.
Название Юрга 2-я для станции и посёлка дала р. Юргинка и пришло с началом строительства в конце 1920-х Кузнецкого металлургического комбината.

## Население
| 2010 |
| ---- |
| 2868 |

## Инфраструктура
Железнодорожный вокзал. МБОУ Искитимская СОШ.
Развит приусадебное сельское хозяйство.

## Транспорт
Станция железной дороги Юрга-2.
Подъездная дорога к федеральной трассе Р-255 Сибирь. Остановки «посёлок Юрга-2», «Искитимский», с города Юрга идут маршруты 101 и 111.